# 소라닌 (노래)
〈소라닌〉(일본어: ソラニン 소라닌[*])은 일본의 록 밴드 ASIAN KUNG-FU GENERATION의 노래다. 2010년 3월 31일에 싱글로 발매되었다. 이 노래는 동명의 영화를 위해 작곡되었다. 이 노래는 밴드 멤버 고토 마사후미가 작곡했고, 가사는 이 영화의 원작인 동명의 만화 작가인 아사노 이니오가 썼다.  ASIAN KUNG-FU GENERATION의 녹음은 이 영화에서 사용되지 않았다. 대신 영화에서 메이코 역을 맡은 미야자키 아오이의 보컬로 영화 속 가상의 밴드인 로티의 이름을 딴 표지가 사용되었다.
싱글의 B면 〈무스탕(Mix for Meiko)〉은, 밴드의 2008년 EP 《아직 보지 못한 내일로》의 〈무스탕〉을 리믹스 한 것이다. 이 만화에 영감을 받은 이 노래는 영화의 엔딩 테마로 사용되었다. 〈소라닌〉은 여섯 번째 정규 앨범인 《매직 디스크》에 "엑스트라 트랙"으로 수록되었고, 〈무스탕 (Mix for Meiko)〉은 밴드의 컴필레이션 앨범 《피드백 파일 2》에 수록되었다.

## 곡 목록
| #            | 제목                                                       | 작사          | 작곡                           | 재생 시간 |
| ------------ | ---------------------------------------------------------- | ------------- | ------------------------------ | --------- |
| 1.           | 〈Solanin〉 (ソラニン)                                     | 아사노 아니오 | 고토 마사후미                  | 4:32      |
| 2.           | 〈Mustang (mix for Meiko)〉 (ムスタング（mix for 芽衣子）) | 고토 마사후미 | 고토 마사후미, 야마다 타카히로 | 5:07      |
| 총 재생 시간 | 총 재생 시간                                               | 총 재생 시간  | 총 재생 시간                   | 9:39      |

## 차트
| 연도 | 차트        | 최고순위 |
| ---- | ----------- | -------- |
| 2010 | 오리콘      | 3        |
| 2010 | 재팬 핫 100 | 2        |